# Campanula pyramidalis
La piramidal (Campanula pyramidalis) es una especie de planta herbácea perteneciente a la familia de las campanuláceas. Es originaria del sudeste de Europa en Italia y los Balcanes.

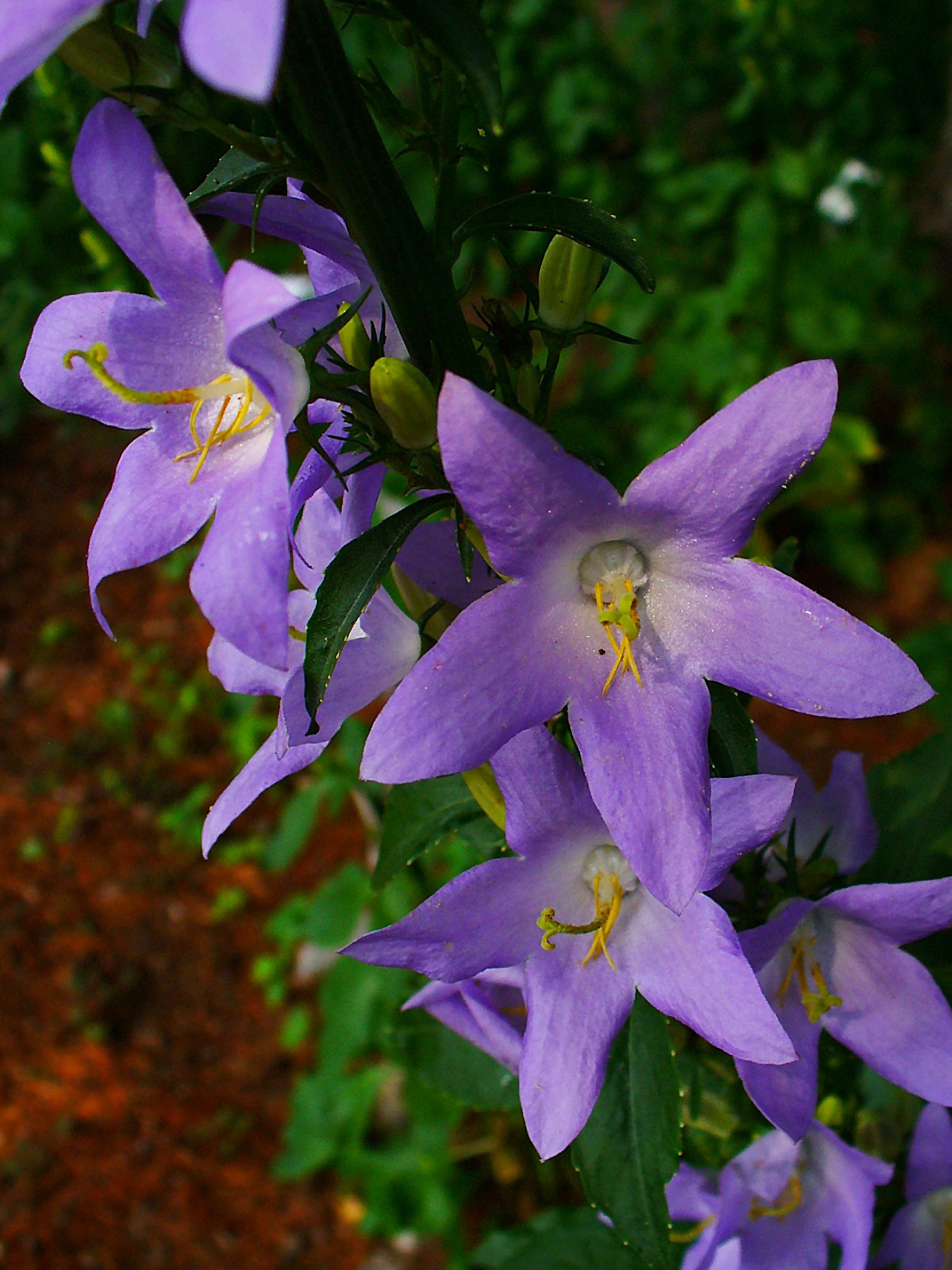
Detalle de las flores

## Descripción
Se trata de una planta herbácea perennifolia de corta vida,  que crece hasta 1,5 m de altura. Las hojas son amplias ovadas en la parte inferior del tallo, lanceoladas y delgadas en la parte superior del tallo. Las flores tienen forma de campana, de 3-4 cm de diámetro de color azul. Las flores son hermafroditas, y la planta es autofértil. Crece en muchos diferentes tipos de suelo, y puede adaptarse a una amplia gama de pH. Prefiere un lugar soleado o parcialmente sombreado.
Se cultiva como planta ornamental por sus flores aromáticas; varios cultivares han sido seleccionados con el color de las flores que van del blanco al azul oscuro.

## Taxonomía
Campanula pyramidalis fue descrita por Carolus Linnaeus y publicado en Species Plantarum 1: 164. 1753.
Etimología
Campanula: nombre genérico diminutivo del término latíno campana, que significa "pequeña campana", aludiendo a la forma de las flores.
pyramidalis: epíteto latino que significa "con forma piramidal".
Sinonimia
- Campanula pyramidalis f. alba Voss
- Campanula pyramidalis var. calycina A.DC.
- Campanula pyramidalis var. compacta auct.
- Campanula umbellifera Vuk.
- Campanula umbellulifera Vuk.[5][6]